# Stinkend streepzaad
Stinkend streepzaad (Crepis foetida) is een eenjarige, tweejarige of meerjarige plant uit de composietenfamilie (Asteraceae) en dankt zijn naam aan de sterk, naar bittere amandelen, geurende bladeren. De plant komt voor in Europa met uitzondering van Oost-Europa en in Zuidwest-Azië. Stinkend streepzaad staat op de Nederlandse Rode lijst van planten als zeer zeldzaam en stabiel of toegenomen. Het aantal chromosomen 2n = 10.
De plant wordt 10-50 cm hoog, heeft een penwortel en behaarde stengels en bladeren. De stengel bevat een gelig melksap. De onderste, getande tot dubbel veerspletige bladeren hebben een elliptische vorm en zijn boven het midden het breedst. De smallere, zittende, stengelomvattende stengelbladeren hebben afgeronde oortjes.
Stinkend streepzaad bloeit van juni tot in september met citroengele bloemen in 15 - 20 mm grote, bekervormige hoofdjes. Het hoofdje is voor de bloei knikkend. De hoofdjes zitten in een losse schermvormige pluim. De aanliggende omwindselbladen zijn bezet met grijze haren, waarvan de binnenste ook aan de binnenkant behaard zijn. De buitenste lintbloemen hebben aan de onderkant een rode kleur. De stijl is meestal geel.
De vrucht is een nootje met wit vruchtpluis. De randstandige nootjes hebben geen of een korte snavel, terwijl de andere nootjes een lange snavel hebben.
Stinkend streepzaad komt voor op droge, voedselarme, kalkrijke grond in bermen, ruderale plaatsen en langs paden van mergelgroeven.

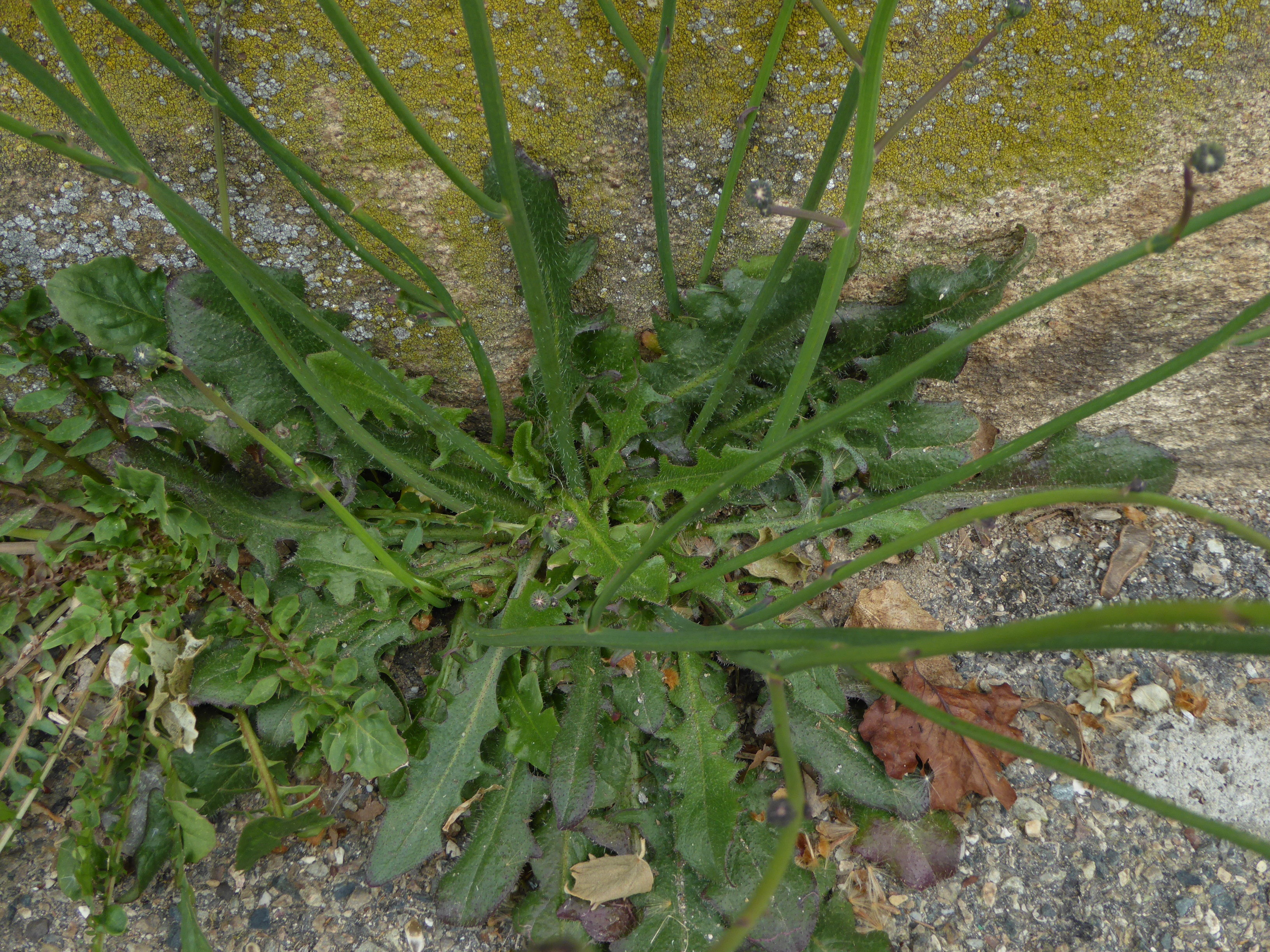
Bladrozet
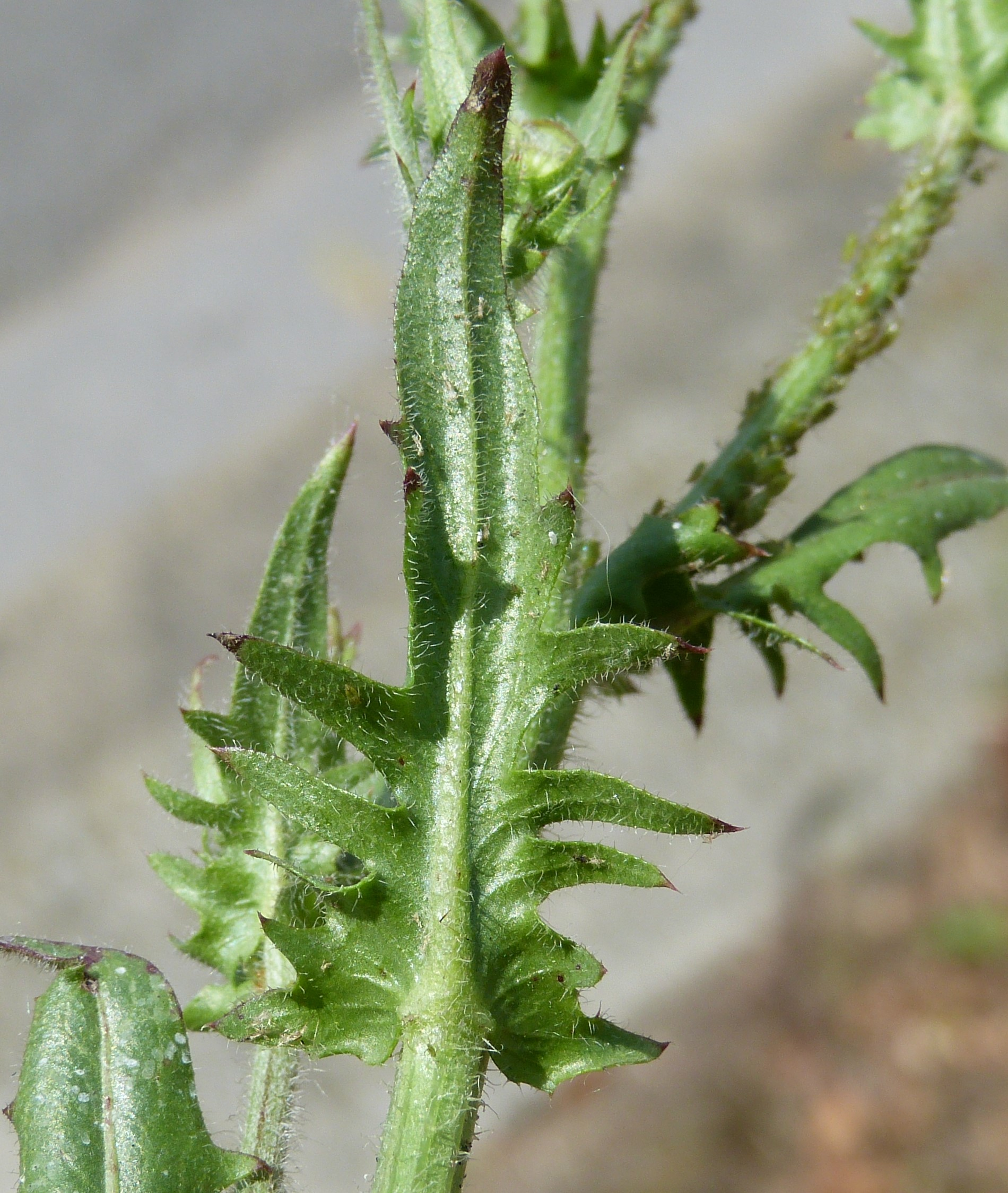
Stengelblad
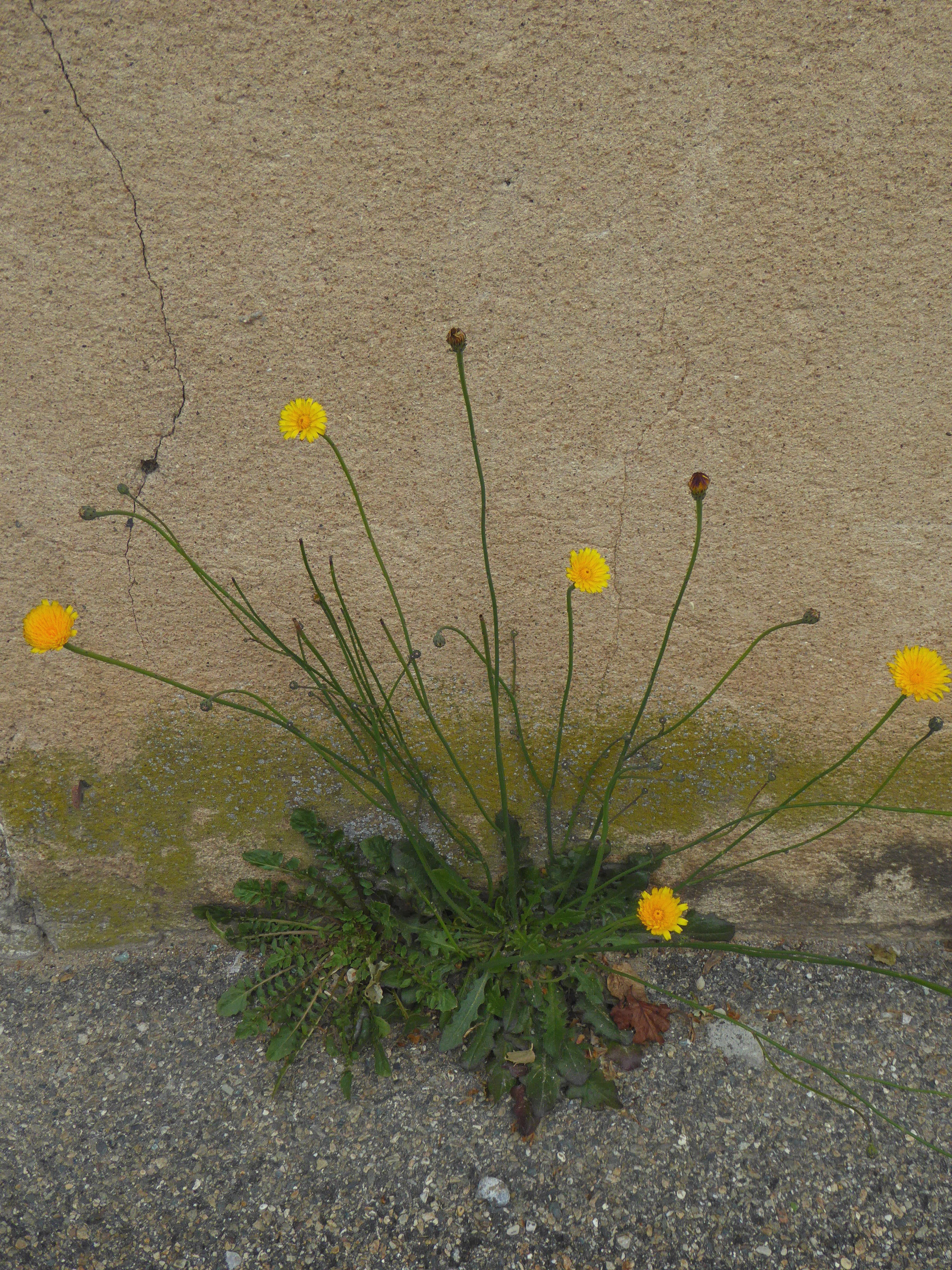
Bloeiende plant
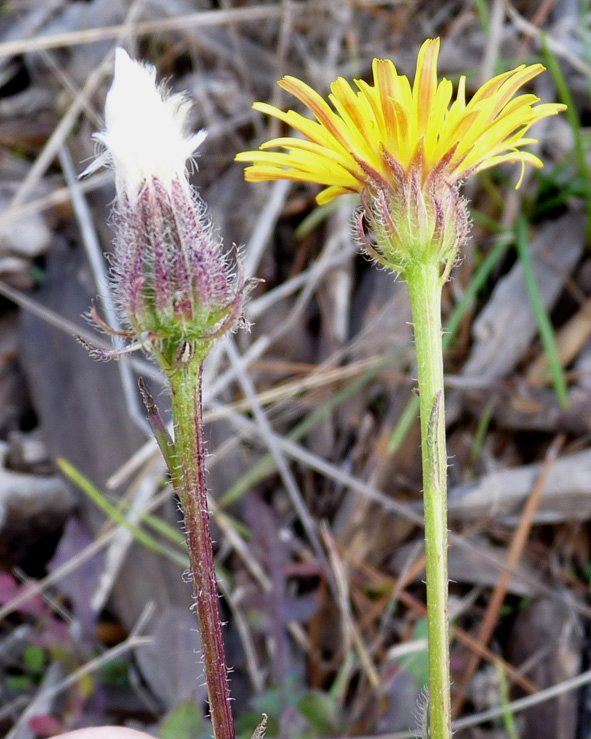
Hoofdje
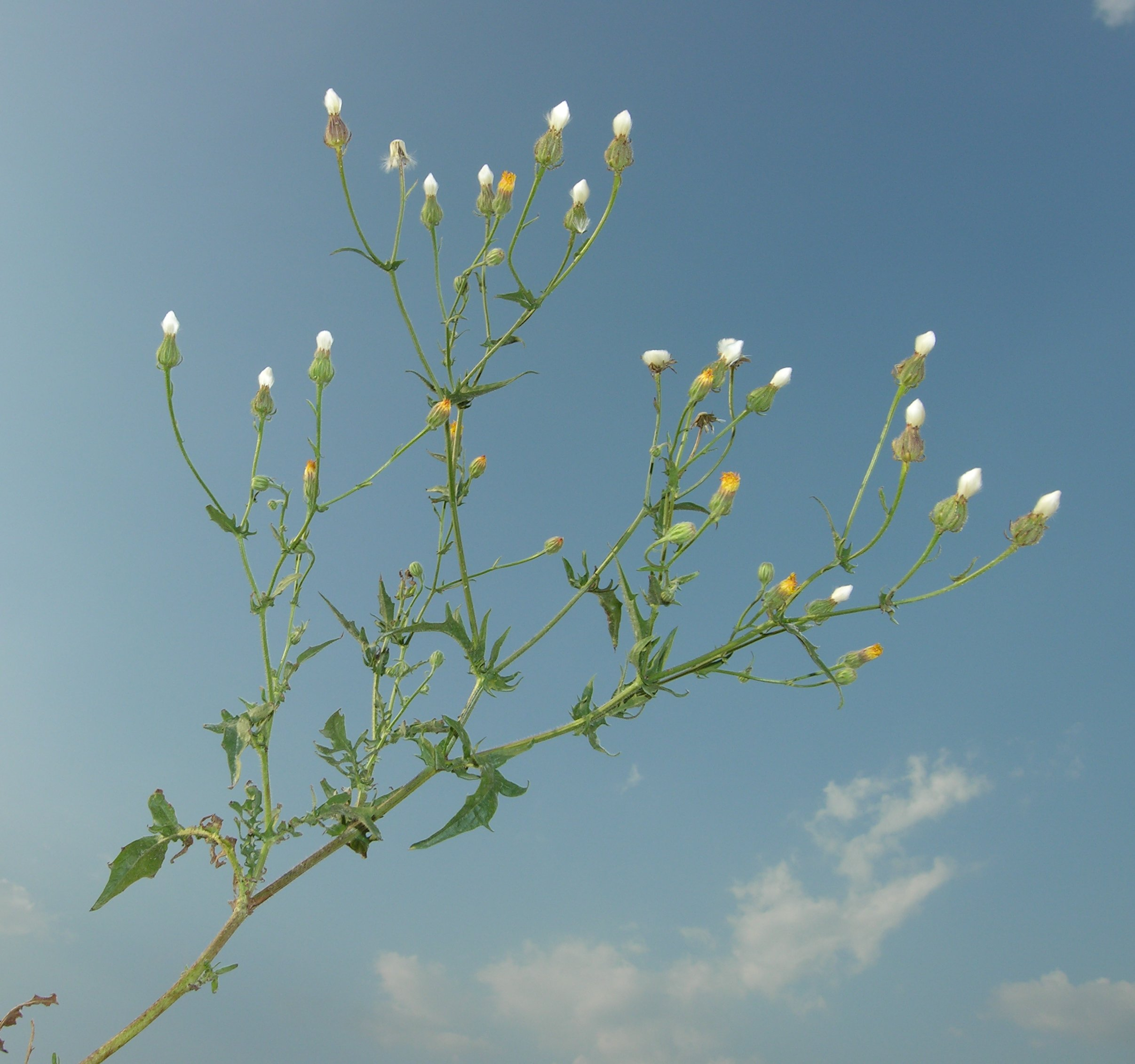
Bloeiwijze met vruchten
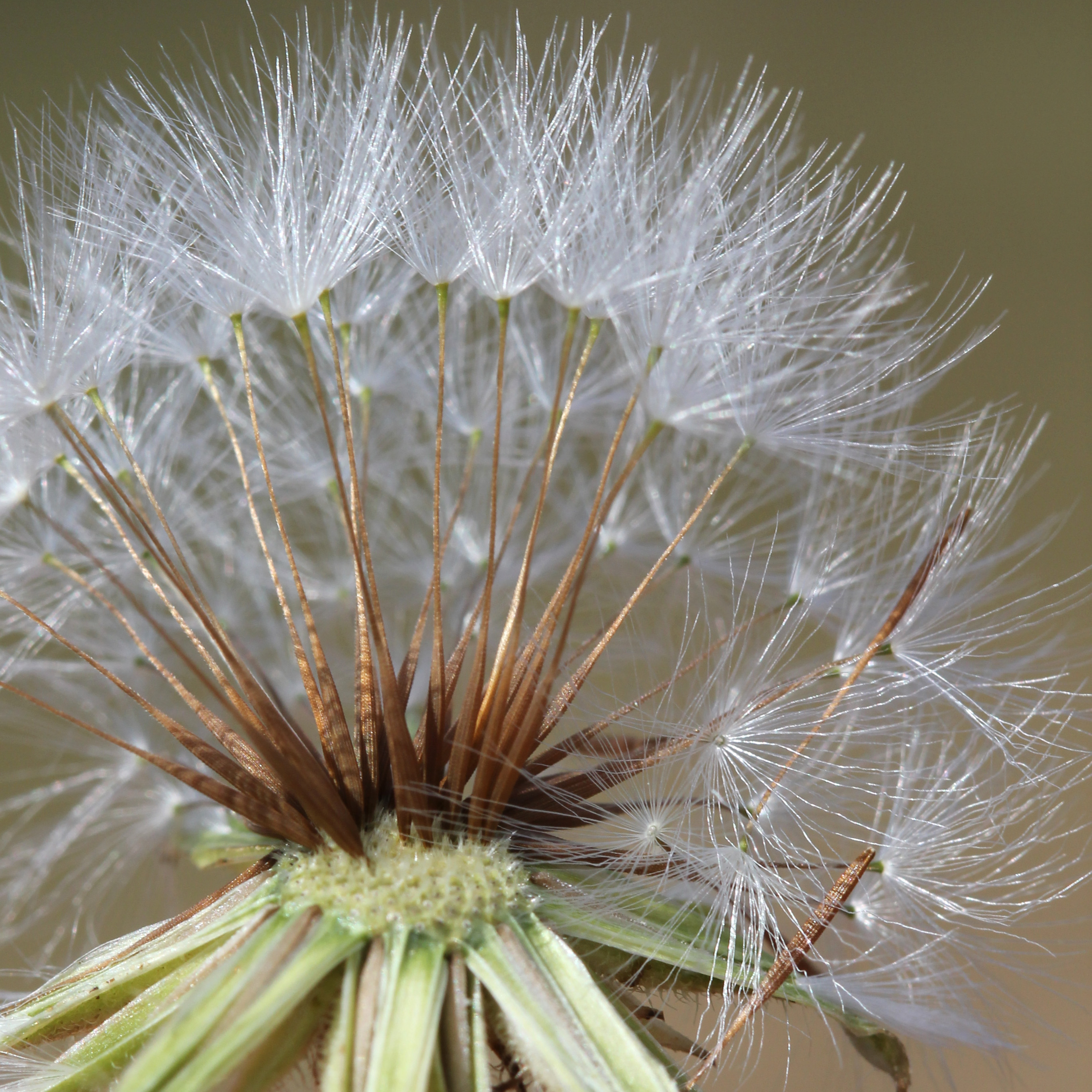
Vruchten
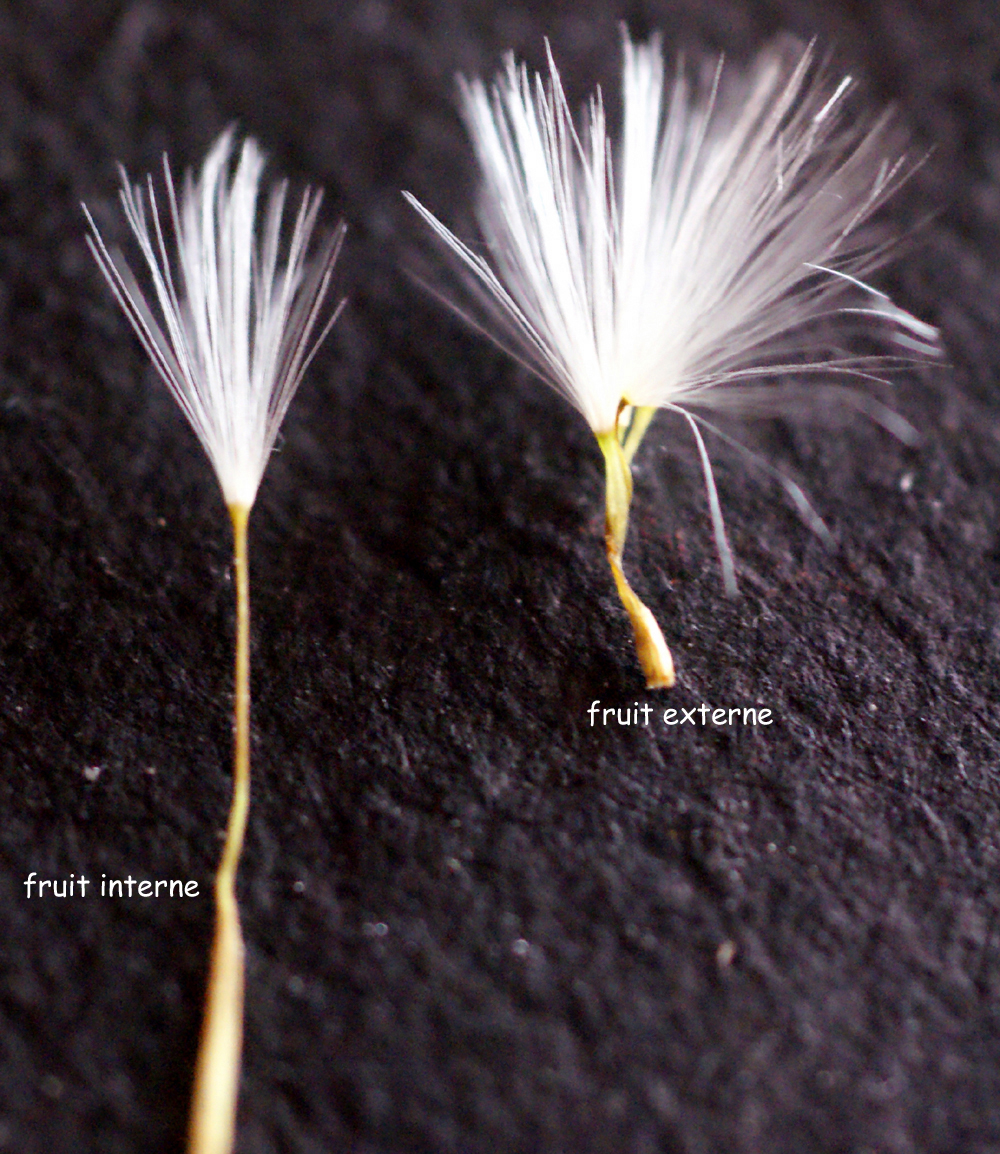
links: binnenste nootje , rechts: randstandig nootje
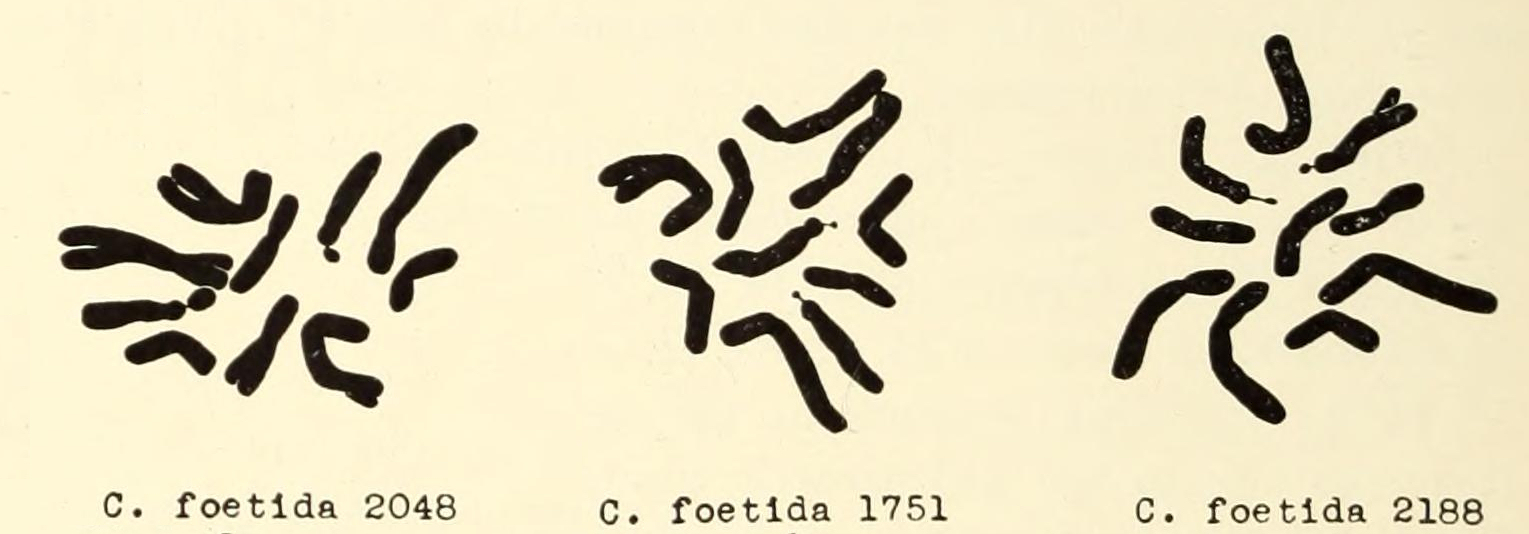
Chromosomen

## Ondersoorten
De volgende ondersoorten worden onderscheiden:
- Crepis foetida subsp. foetida
- Crepis foetida subsp. glandulosa
- Crepis foetida subsp. rhoeadifolia
- Crepis foetida subsp. sitiaca